# Южнотихоокеанские мини-игры 2001
VI Южнотихоокеанские мини-игры прошли 3—14 декабря 2001 года в посёлке Кингстон на Острове Норфолк.

## Страны-участницы
Организатором Игр, где выступают спортсмены малых стран Тихоокеанского региона стал Совет Тихоокеанских игр, который также проводит Тихоокеанские игры, где выступают все страны региона. Цель соревнований — создать возможность развивать и продвигать спорт в малых государствах, выявлять спортивные таланты, обеспечивать платформу для участия во многих видах спорта и попадания на Олимпийские игры.
В соревнованиях участвовали спортсмены из 19 государств и территорий.
- Американское Самоа
- Вануату
- Гуам
- Кирибати
- Микронезия
- Науру
- Ниуэ
- Новая Каледония
- Остров Норфолк
- Острова Кука
- Палау
- Папуа — Новая Гвинея
- Самоа
- Северные Марианские Острова
- Соломоновы Острова
- Тонга
- Уоллис и Футуна
- Фиджи
- Французская Полинезия

## Виды спорта
На VI Южнотихоокеанских мини-играх были представлены 10 видов спорта, в которых разыграли 97 комплектов медалей.
- Бодибилдинг (9) (подробнее)
- Боулз (8) (подробнее)
- Гольф (4) (подробнее)
- Лёгкая атлетика (43) (подробнее)
- Нетбол (1) (подробнее)
- Пулевая стрельба (6) (подробнее)
- Сквош (4) (подробнее)
- Стрельба из лука (12) (подробнее)
- Теннис (7) (подробнее)
- Триатлон (3) (подробнее)

## Медальный зачёт
Победителем медального зачёта стала сборная Фиджи. Без наград остались Американское Самоа, Гуам, Кирибати, Микронезия, Науру, Палау и Уоллис и Футуна.
| Место | Страна                      | Золото | Серебро | Бронза | Всего |
| ----- | --------------------------- | ------ | ------- | ------ | ----- |
| 1     | Фиджи                       | 27     | 9       | 13     | 49    |
| 2     | Французская Полинезия       | 22     | 13      | 10     | 43    |
| 3     | Новая Каледония             | 20     | 22      | 10     | 52    |
| 4     | Самоа                       | 10     | 7       | 10     | 27    |
| 5     | Папуа — Новая Гвинея        | 8      | 18      | 12     | 38    |
| 6     | Остров Норфолк              | 5      | 12      | 8      | 25    |
| 7     | Тонга                       | 3      | 3       | 6      | 12    |
| 8     | Острова Кука                | 1      | 1       | 5      | 7     |
| 9     | Ниуэ                        | 1      | 0       | 3      | 4     |
| 10    | Соломоновы Острова          | 0      | 2       | 4      | 6     |
| 11    | Вануату                     | 0      | 1       | 2      | 3     |
| 12    | Северные Марианские Острова | 0      | 0       | 1      | 1     |